# Pharisêu
Pharisêu hay Biệt phái, ở những thời điểm khác nhau trong lịch sử Do Thái, họ là nhóm người quy tụ thành một đảng phái chính trị, hoặc một phong trào xã hội, hoặc một trường phái tư tưởng. Nhóm người này xuất hiện trong thời kỳ tồn tại Đền thờ Jerusalem thứ hai. Từ năm 70 CN, khi Đền thờ này bị phá hủy thì lối sống, tư tưởng của Pharisêu đã trở thành cơ sở nền tảng về phụng vụ và lễ nghi của Do Thái giáo dòng Rabbi.
Trong bối cảnh xung đột xã hội và xung đột nội bộ tôn giáo giữa những người Do Thái, cộng với sự cai trị của Đế quốc La Mã đương thời, người Pharisêu và người Sađốc thường mâu thuẫn nhau. Người Sađốc ủng hộ trào lưu Hy Lạp hóa còn người Pharisêu chống lại nó. Người Pharisêu tuyên bố chỉ Moses có thẩm quyền giải thích luật Do Thái, trong khi người Sađốc lại quan niệm quyền này thuộc về các tư tế, vốn được thành lập từ thời vua Solomon.
Trong Tân Ước, người Pharisêu cũng được chú ý bởi sự mâu thuẫn giữa họ với Gioan Baotixita và Giêsu. Đối với Kitô giáo, ở nghĩa hẹp, Pharisêu không còn là một phái nữa, nhưng đó là một tinh thần chống lại tinh thần của Phúc Âm nên họ thường bị Kitô hữu gọi là "giả hình". Tuy nhiên, sứ đồ Phaolô nổi tiếng trong Kitô giáo trước khi cải đạo thì ông thuộc nhóm người Pharisêu.